# Кроссовер-трэш
Кроссовер-трэш (англ. crossover thrash), панк-метал (англ. punk metal) или просто кроссовер — это сплав трэш-метала и хардкор-панка, появившийся в середине 1980-х, когда хардкор-панк-группы, такие как Suicidal Tendencies, Cryptic Slaughter, Corrosion of Conformity и D.R.I., начали включать в свою музыку элементы трэш-метала. В то время кроссовер был особенно заметен на нью-йоркской хардкорной сцене, где к движению примкнули Agnostic Front, Leeway, Cro-Mags, S.O.D. и прочие. Популярность этого жанра в значительной степени снизилась к 1990-м годам (в виде исключения следует отметить группу Biohazard), однако под его влиянием развился выдающийся жанр металкор. Начиная с 2000-х годов, кроссовер-трэш пережил ряд андеграундных возрождений, в результате которых появились такие известные группы, как Municipal Waste, Trash Talk, Power Trip и Drain.

## Этимология
Термин «трэш» возник как вариант обозначения хардкор-панка, примером может быть сборник 1982 года New York Thrash. Журналист Малкольм Доум ввёл термин «трэш-метал» в 1984 году, ссылаясь на песню «Metal Thrashing Mad» группы Anthrax. Термин «кроссовер» прижился после выхода в 1987 году альбома Crossover группы D.R.I..

## Характеристики
Тяжелые гитарные риффы из трэш-метала и хардкор-панка — естественный элемент кроссовер-трэша. Скорость также является важным фактором, но музыканты обращают на нее внимание, уделяя внимание техническому мастерству, которого может не хватать некоторым хардкор-панк-гитаристам.
Вокалисты выкрикивают или выплевывают тексты в манере, связывающей кроссовер-трэш с его панк-корнями. Неистовый темп вокалиста Suicidal Tendances Майка Мьюира и работа Билли Милано в группах Stormtroopers of Death (S.O.D.) и Method of Destruction (M.O.D.) лучше всего олицетворяют вокал в кроссовер-трэше.
Производство пластинок для кроссовера сосредоточено на том, чтобы передать энергию музыкантов, а не эстетику, что перекликается с принципом «сделай сам», лежащим в основе многих хардкор-панк-альбомов. Однако песни, как правило, длятся дольше, чем панк-треки, учитывая немного более медленный темп, предпочитаемый кроссовер-трэшем.
Особенно на ранних этапах кроссовер-трэш имел сильное сходство со скейт-панком (Suicidal Tendencies, Beowülf, Los Cycos, Excel, Uncle Slam, Gang Green), но постепенно становился все более и более достоянием металлической публики.

## История

### Предшественники

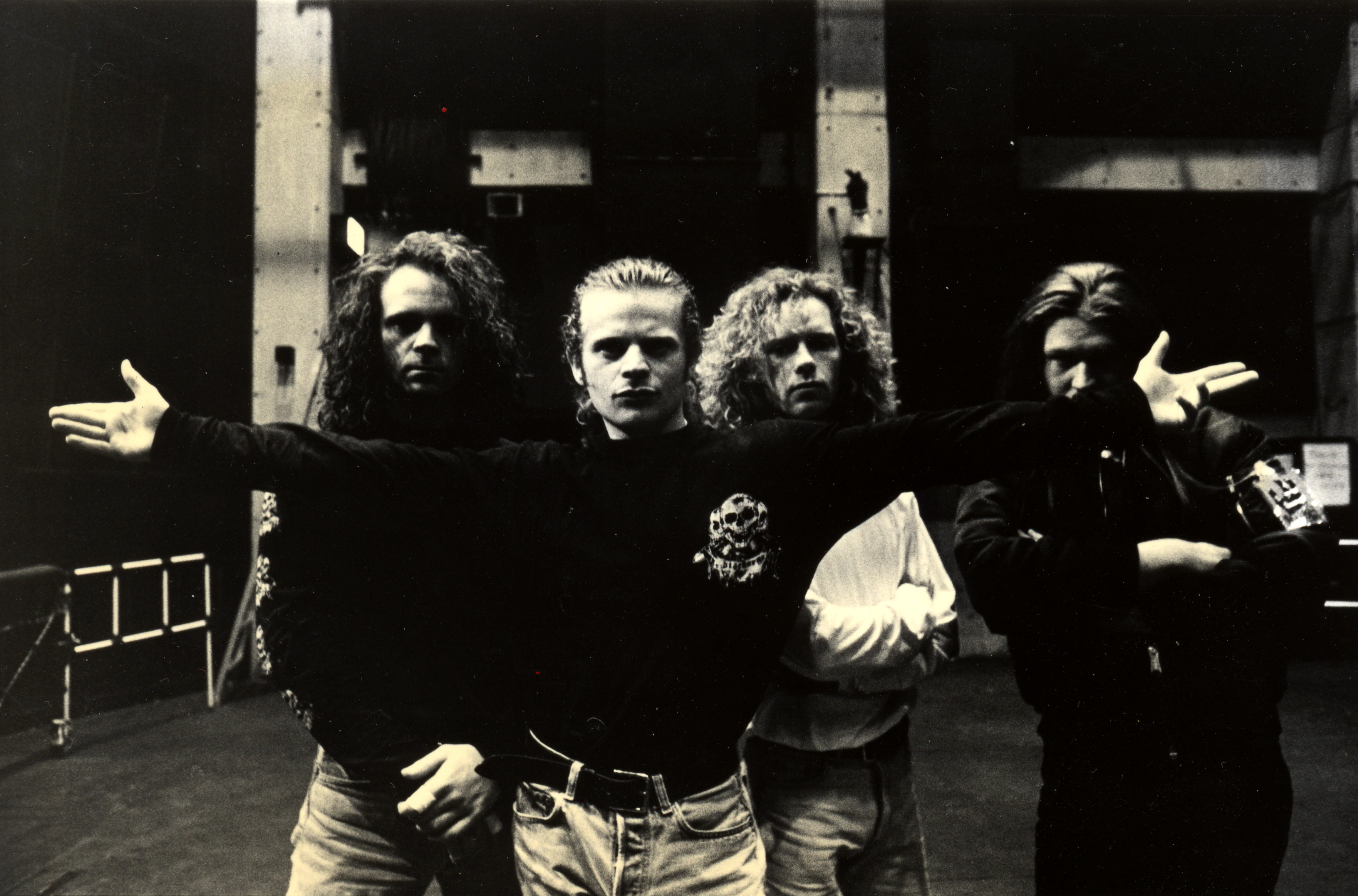
Discharge — одна из первых групп, объединивших панк-рок и хеви-метал, оказавшая влияние на многих первопроходцев трэш-метала.

Гибридные формы метала и панка существовали ещё в середине 1970-х, наиболее заметной в то время была группа Motörhead. Однако Discharge были первой группой, которая превратила эту музыку во «что-то более долгосрочное». На таких записях, как Reality of War (1980), Fight Back (1980) и Decontrol (1980) группа объединила зарождающиеся звуки хардкор-панка и стрит-панка с элементами хеви-метала. Влияние группы было мгновенным и широким, оно способствовало зарождению грайндкора, краст-панка, блэк-метала, ди-бита, и, в частности, повлияло на первопроходцев трэш-метала Metallica, Slayer, Anthrax и Sepultura. В своей книге «Choosing Death: The Improbable History of Death Metal & Grindcore» автор Альберт Мадриан назвал Discharge «ультимативной кроссовер-группой, сочетающей страсть и интенсивность панка со скоростью и экстремальностью хеви-метала». Первоначальный контакт между панк-роком и хэви-металом вызвал «изрядную долю взаимной ненависти. Несмотря на их общую преданность скорости, злобе, изорванной одежде и эффектам искажения, их отношения поначалу казались маловероятными».
Void считается одним из самых ранних примеров кроссовера, чей хаотичный музыкальный подход часто упоминается как особенно влиятельный. Их сплит-альбом 1982 года с группой The Faith из Вашингтона показал, что обе группы демонстрируют быстрый, пламенный, высокоскоростной панк-рок. Утверждалось, что эти записи заложили основу для раннего трэш-метала, по крайней мере, с точки зрения выбранных темпов. К 1985 году первопроходцы бостонского хардкора, включая SSD, DYS и The F.U.'s, начали играть хеви-метал. Автор Стивен Блаш заявил: «Это было естественно. Самой интенсивной музыкой, после Black Flag и Dead Kennedys, были Slayer и Metallica. Поэтому все шли туда. По сути, это превратилось в культурную войну».

### Середина 1980-х — начало 1990-х: истоки и популярность среди широких масс

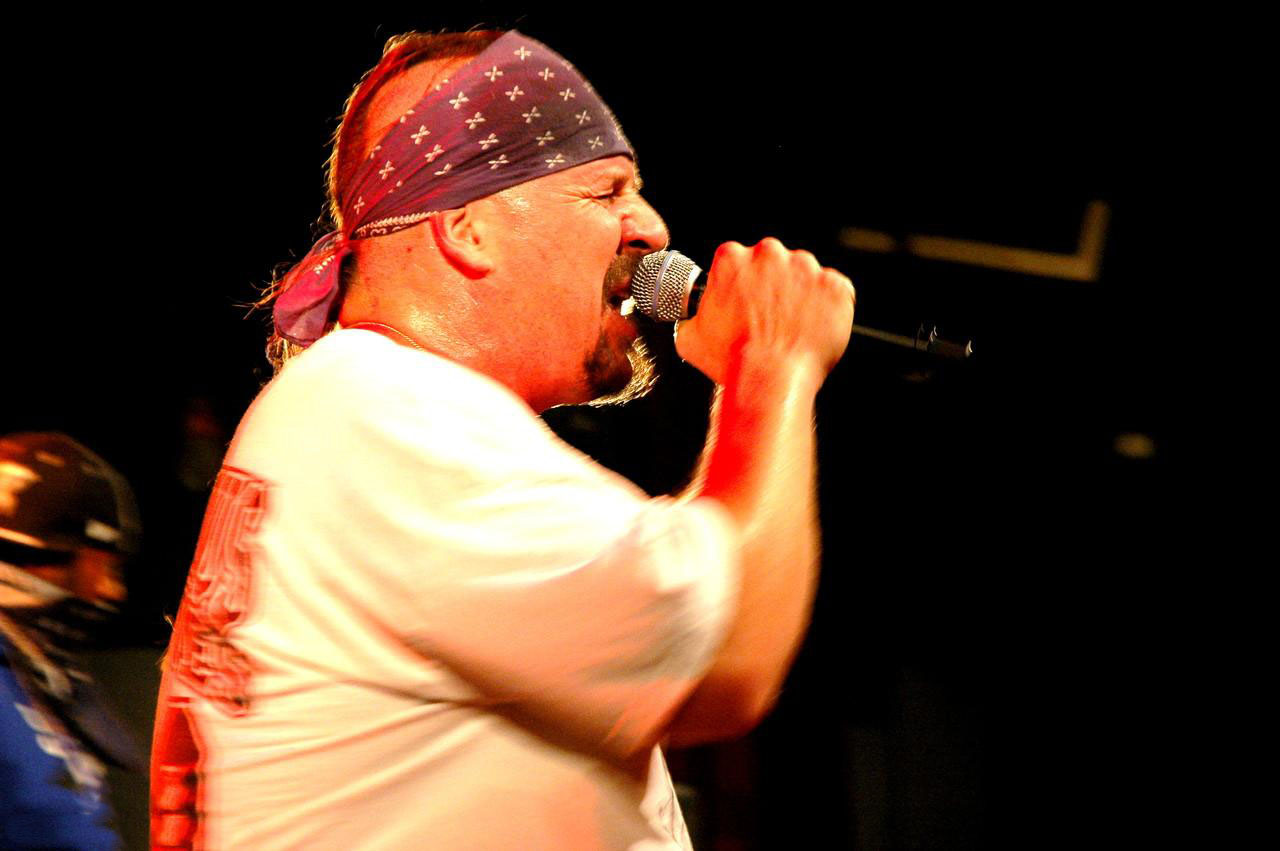
Майк Мьюир — фронтмен группы Suicidal Tendencies, которую часто называют первопроходцем жанров кроссовер-трэш и скейт-панк.

К середине 1980-х годов хардкор-группы, включая Bad Brains и Cro-Mags, начали перенимать тяжёлый риффовый стиль метала. В последующие годы ранние кроссовер-альбомы были выпущены группами по всей Америке, включая Agnostic Front, N.Y.C. Mayhem и S.O.D. (Нью-Йорк); Cryptic Slaughter и Suicidal Tendencies (Лос-Анджелес); Corrosion of Conformity (Роли); D.R.I. (Хьюстон); и Negative Approach (Детройт).
Нью-йоркский трэш-метал, в частности, уже тогда сильно тяготел к хардкору, а метал-группа Anthrax часто играла вместе с нью-йоркскими хардкор-группами. Эти отношения привели к тому, что около 1984 года хардкор-группы Leeway и Agnostic Front начали писать музыку под влиянием трэш-метала, затем, в 1985 году, сформировалась группа S.O.D., из участников трэш-метал-группы Anthrax и Билли Милано из хардкор-группы The Psychos. С ростом популярности трэш-метала в США многие группы NYHC-сцены становились все более тяжелыми и жесткими по звучанию, поскольку влияние метала усиливалось, в результате чего некоторые группы NYHC, которые ранее были скинхедами, начали отращивать волосы и принимать металлический облик. Agnostic Front выпустили кроссовер-альбом Cause for Alarm в 1986 году, что заставило многих на сцене высмеивать их как продажных. Писатель Фредди Альва заявил в статье 2014 года, что «сочетание точности хеви-метала и хардкорной энергии в Cause for Alarm создало веху для кроссовер-звучания». В последующие годы на сцене начали формироваться многие кроссовер-группы, в частности Crumbsuckers, Nuclear Assault и Ludichrist.
Лос-анджелесская группа Suicidal Tendencies была названа такими изданиями, как Metal Hammer, «крестными отцами кроссовера» после их перехода из хардкора в этот жанр в альбоме Join the Army (1987). Группа достигла коммерческого успеха благодаря своим первым двум альбомам на мейджор-лейблах: How Will I Laugh Tomorrow When I Can't Even Smile Today (1988) и Controlled by Hatred/Feel Like Shit... Déjà Vu (1989). Музыка D.R.I. развивалась в том же направлении в трёх последних альбомах 1980-х: Crossover (1987), 4 of a Kind (1988) и Thrash Zone (1989). Cro-Mags выпустили кроссовер-альбом Best Wishes в 1989 году, который также оказал сильное влияние на сцену, он был назван основным источником вдохновения для большей части нью-йоркской хардкор-сцены 1990-х годов.

### Начало 1990-х годов по настоящее время: наследие и последующие волны
С наступлением 90-х многие коллективы начали переходить на территорию альтернативного метала (например, Corrosion of Conformity и Suicidal Tendencies). Кроссовер сыграл важную роль в развитии металкора в начале 1990-х годов. Саунд оставался заметным в этом жанре благодаря таким группам-первопроходцам, как Ringworm, Rorschach, Merauder, All Out War и Integrity.
В 2000-х годах Municipal Waste была одной из самых популярных групп в жанре, и такие издания, как AllMusic и Spin, считали их ведущими в возрождении жанра. К прочим известным представителям этой эпохи относят Short Sharp Shock, Send More Paramedics и Gama Bomb. В конце 2000-х и начале 2010-х кроссовер-группа Trash Talk добилась значительного успеха на хардкор-сцене, что привело к подписанию контракта с лейблом Odd Future Records, владельцем которого является Tyler, the Creator. Четвертый студийный альбом группы 119 (2012), достиг 119-й строчки в чарте альбомов Billboard. В 2018 году обозреватель Bandcamp Daily Дэвид Энтони назвал Power Trip, Iron Reagan, Enforced, Mindforce, Iron Age, Red Death и Primal Rite лидерами движения за возрождение кроссовер-трэша. В 2020-х годах различные издания отмечали возрождение жанра такими группами, как Drain и Pest Control.

## Представители
Журнал LA Weekly представил перечень лучших кроссовер-трэш-исполнителей, в который вошли Excel, Crumbsuckers, Attitude Adjustment, S.O.D., Carnivore, Cro-Mags, Agnostic Front, Suicidal Tendencies, Cryptic Slaughter и D.R.I.
Среди исполнителей кроссовер-трэша много пересечений с представителями трэш-метала Восточного Побережья США: Nuclear Assault, Carnivore, Prong (ранние). Есть пересечения с нью-йоркским хардкором (Cro-Mags, Agnostic Front, Leeway, Crumbsuckers, Ludichrist, Straight Ahead, Murphy's Law) и с британским краст-панком (Broken Bones, Hellbastard, Concrete Sox). Выделяют также представителей кроссовер-трэша с влиянием хип-хопа (Biohazard, Body Count), шок-рока (Gwar, Send More Paramedics) и камеди-рока (Austrian Death Machine). Помимо американской сцены есть также представители из Великобритании (Acid Reign, Lawnmower Deth, English Dogs), Испании (Soziedad Alkoholika), Финляндии (Rytmihäiriö), ЮАР (Junkyard Lipstick), Бразилии (Ratos de Porão, Gangrena Gasosa, Black Pantera, Lobotomia). К прочим представителям относят группы The Accüsed, Dead Horse, Superjoint Ritual и Hirax.